# Ginger Rogers
Ginger Rogers (nacida Virginia Katherine McMath; Independence, Misuri; 16 de julio de 1911-Rancho Mirage, California; 25 de abril de 1995) fue una actriz, bailarina y cantante estadounidense y ganadora de un Óscar. En sus sesenta y dos años de carrera, hizo un total de setenta y tres películas, pero sus papeles más recordados son los que hizo junto a Fred Astaire en una serie de diez películas musicales que revolucionaron el concepto del musical moderno.

## Biografía

### Primeros años
Fue hija única de Lela Emogene (de soltera, Owens: 1891-1977), reportera de un periódico, guionista y productora de películas y de William Eddins McMath (1880-1925), ingeniero eléctrico. Era de ascendencia escocesa, galesa e inglesa. Sus padres se separaron poco después de su nacimiento. Así, madre e hija se fueron a vivir cerca de Kansas City.: 9, 10 : 16  A partir de ahí, la pequeña Virginia vivió una constante lucha entre sus padres por su custodia hasta que se quedó definitivamente viviendo con sus abuelos Walter y Saphrona Owens en Kansas City, mientras su madre viajaba a Hollywood para intentar ganarse la vida como guionista, cosa que consiguió escribiendo algunos guiones para la Fox Studios. Muchos de sus primos empezaron a acortar el nombre de Virginia por el de «Ginga», dando origen a su nombre artístico.
Cuando contaba con nueve años, su madre se volvió a casar con John Logan Rogers. Ginger comenzó a usar el apellido de Rogers, aunque nunca fue legalmente adoptada. Vivieron en Fort Worth, Texas y su madre empezó a trabajar como crítica de teatro para un diario local, el Fort Worth Record. Así fue como Ginger empezó a interesarse por el mundo del espectáculo. Esperando a su madre mientras terminaban las entrevistas, Ginger empezaba a cantar y bailar encima de los escenarios.

### Vaudeville
Cinco años después, Ginger Rogers hizo su debut en el mundo del espectáculo. El espectáculo de vaudeville de Eddie Foy organizó un concurso para encontrar jóvenes talentos. Ginger entró y ganó el concurso con un baile de charlestón. Comenzó así una gira con el teatro de variedades por todo el país durante los siguientes tres años. Rogers tenía quince años.
A los diecisiete años, Ginger se casó con Jack Culpepper, también bailarín y con el que formó un dúo llamado «Ginger and Pepper», pero su matrimonio no duró demasiado. Más tarde, viajaría a Nueva York con su madre. Allí empezó a hacer diferentes trabajos en la radio y en Broadway, donde debutaría con un musical llamado Top Speed, que se estrenó el 25 de diciembre de 1929.

### Carrera cinematográfica
Sus primeras apariciones en el cine fueron en 1929, en un grupo de cortometrajes que llevaban por título Night in the Dormitory, A Day of a Man of Affairs y Campus Sweethearts.

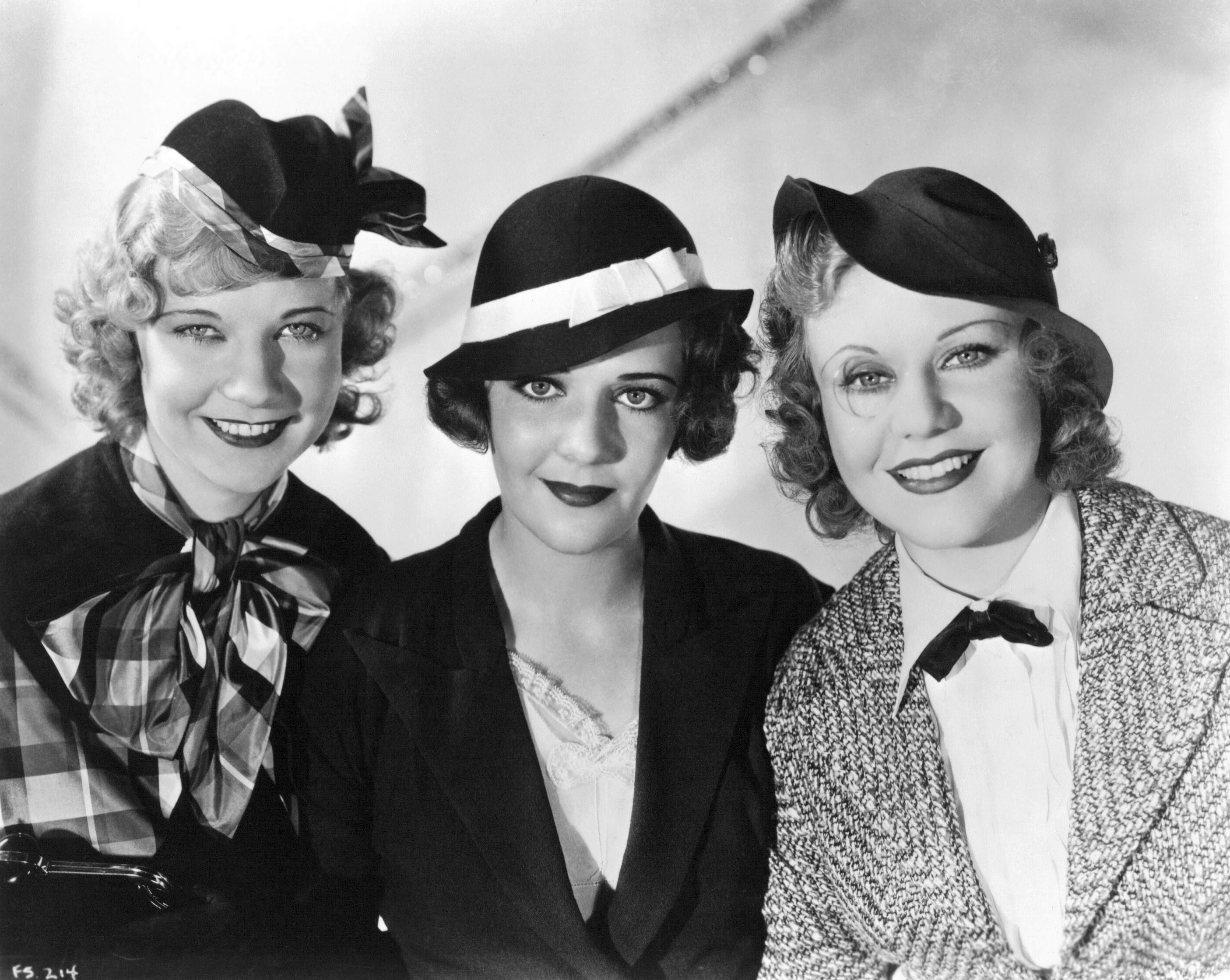
Una Merkel, Ruby Keeler y Ginger Rogers en 42nd Street (1933).

Poco después, Rogers fue elegida para protagonizar en Broadway el musical Girl Crazy de George Gershwin e Ira Gershwin. Allí también estaba Fred Astaire, que fue contratado para ayudar a los bailarines con su coreografía. Así fue como Astaire conoció a Rogers, en lo que sería el principio de una historia irrepetible. El éxito de Girl Crazy fue inapelable y en 1930, con 19 años, Rogers firmaría con la Paramount Pictures un contrato por siete años. 
A pesar del contrato, Rogers pronto se desvinculó del mismo y empezó a buscarse la vida en Hollywood por sí misma. Su debut empezó en 1930 con tres películas olvidables con Pathé. Una serie que continuó durante los siguientes años hasta que en 1933 le llegó su auténtica oportunidad con un musical que hizo historia: La calle 42, dirigida por Lloyd Bacon y Busby Berkeley, y producida por Warner Brothers. En ella compartió cartel con algunas de las jóvenes promesas del cine norteamericano del momento, los luego consagradísimos -y hoy olvidados- Dick Powell, Warner Baxter, Ruby Keeler o Una Merkel. 
A partir de ahí, la cotización de Rogers subió y trabajó al año siguiente con RKO para rodar Volando hacia Río de Thornton Freeland (1933). Esta película musical se había concebido como vehículo para la famosa y exótica actriz mexicana Dolores del Río (El precio de la gloria 1925, Evangeline 1929), afincada en Hollywood desde los años finales del cine mudo. Pero para el público, las mayores revelaciones de esta película terminaron siendo Ginger Rogers y su pareja de baile Fred Astaire.

### Pareja de baile con Fred Astaire
Ginger Rogers se convirtió de la noche a la mañana en la mejor pareja de baile de Astaire, ya que, además de ser una bailarina de excepción se sumaba su belleza poco común. Juntos, desde 1933 hasta 1939 hicieron nueve musicales para RKO y dieron un nuevo sentido al musical cinematográfico, introduciendo rutinas de baile envueltas en una excelente elegancia y virtuosismo, introduciendo canciones que se convirtieron en éxitos como Cheek to cheek, They Can´t Take That Away From Me o They All Laughed. Aún hoy en día, la expresión «Fred y Ginger» todavía es referencia de una de las parejas más grandes de la historia del cine. 
Croce y John Mueller consideraron en 1933 hacer de Ginger Rogers la pareja perfecta de Astaire, principalmente por su habilidad de combinar sus dotes de baile, su cautivante belleza natural y sus excepcionales dotes dramáticas y cómicas. El resultado lo describió así Katharine Hepburn: «Ella da la sensualidad, él, la clase». 
Aunque los números los realizaba Astaire con su ayudante Hermes Pan, ambos reconocieron el mérito de Rogers y pronto dejaron que entrara en el proceso de creación, dando su punto de vista y toque personal a los números. Paradójicamente el público siempre consideró a Rogers mejor bailarina de lo que fue, y a Astaire peor actor de lo que en realidad demostró ser. 
De esa prolífica carrera juntos, hay que destacar los grandes números cómicos de «I'll Be Hard To Handle» de Roberta, de (1935), «I'm Putting All My Eggs In One Basket» de Sigamos la flota, de Mark Sandrich (1936]) o «Pick Yourself Up» de Swing Time (1936), de George Stevens. Tampoco hemos de olvidar grandes bailes como «Smoke Gets In Your Eyes» de Roberta (1935) de William A. Seiter, «Cheek To Cheek» de Sombrero de copa (Top Hat) (1935), dirigida por Mark Sandrich o «Let's Face the Music and Dance» de Sigamos la flota (1936) o «Let´s Call the Whole Thing Off» de Shall We Dance en un maravilloso baile en una pista de patinaje neoyorquina. La serie se cerraría con Amanda (1938), de Mark Sandrich y La historia de Irene Castle, de H.C. Potter (1939). Esta separación se debe principalmente a la intención de ambos artistas de seguir creciendo en sus carreras así como un cierto recelo de Rogers hacia el director Mark Sandrich. Al parecer estaba un tanto descontenta porque Sandrich dedicaba toda su atención y sus elogios hacia Astaire, dejándola a ella un tanto de lado.
Aun así, hubo una décima película en la que volvieron a unir sus grandes talentos. Tras una larga etapa sin colaborar, el reencuentro se produjo en Vuelve a mí (1949) —The Barkleys of Broadway— de Charles Walters, donde Ginger fue la elegida para sustituir a la malograda Judy Garland, quien había conseguido un gran triunfo junto a Astaire en Desfile de Pascua (1948).

### Carrera en solitario
A pesar de su éxito junto a Astaire, la actriz siempre intentó potenciar su carrera en solitario. Logró varios triunfos personales en la comedia de intriga Estrella de medianoche (1935) junto a William Powell, En persona (1935), Damas del teatro (1937) junto a Katharine Hepburn en una de sus mejores interpretaciones no musicales, Un ardid femenino (1938) junto a James Stewart o La muchacha de la quinta avenida (1939) acompañando a Walter Connolly.

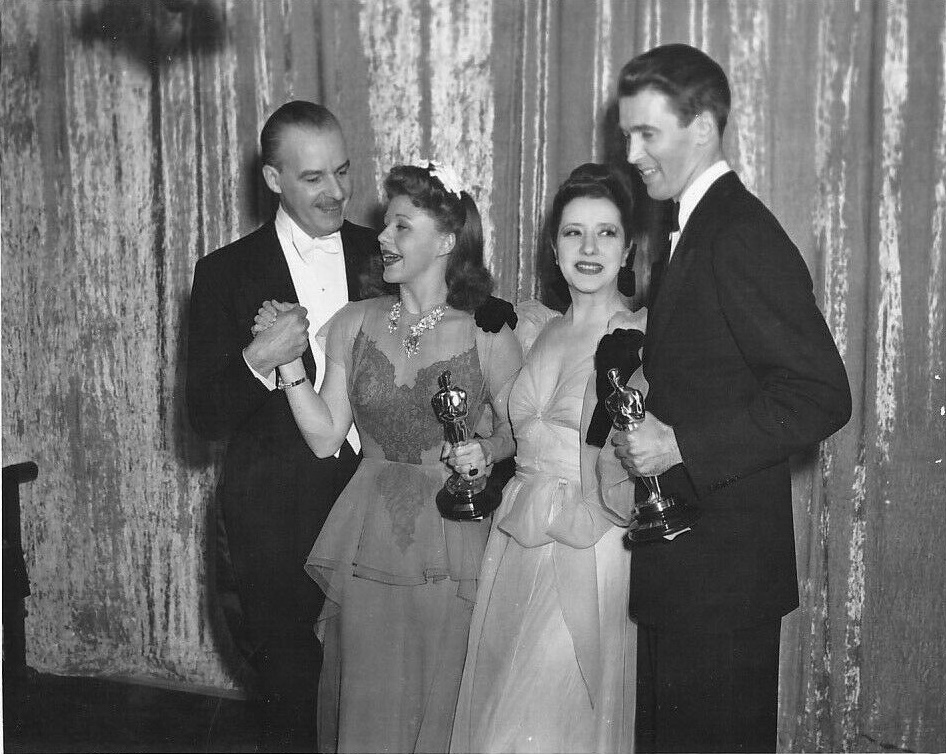
Rogers junto a Alfred Lunt, Lynn Fontanne y James Stewart en la 13.ª edición de los Premios Óscar (1941).

Después de su separación de Astaire, Rogers comentó que no pensaba hacer musicales durante una temporada. Y su primer papel no musical llegó en 1939 cuando hizo pareja con David Niven y Charles Coburn en Bachelor Mother de Garson Kanin. Con Espejismo de amor, de Sam Wood, logró el Óscar a la mejor actriz por un papel que, como suele ocurrir, no está entre sus mejores interpretaciones. A partir de ahí, sus ofertas de papeles se multiplicaron y protagonizó películas como «Unidos por la fortuna» (1940) junto a Ronald Colman, El mayor y la menor, debut en Hollywood como director de Billy Wilder (1942) junto a Ray Milland, Once upon a honeymoon (1942) junto a Cary Grant, Compañero de mi vida (1943) con Robert Ryan, Te volveré a ver (1944) con Joseph Cotten y Shirley Temple en un estimable melodrama producido por Selznick, Fin de semana (1945) o la versión del clásico «Gran hotel» (1932, Edmund Goulding) con Van Johnson, o la ya citada Vuelve a mí en la que el gran productor Arthur Freed volvió a reunirlos diez años después.
A partir de la década de 1950, la carrera de Rogers entró en un suave pero firme declive, confirmado en la década siguiente: la frenética y corrosiva Me siento rejuvenecer (1952), junto a Cary Grant, Charles Coburn y Marilyn Monroe fue su único gran éxito en dicha época, aunque tanto No estamos casados (1952) junto a Marilyn Monroe y Zsa Zsa Gabor como Forever Female (1953)-junto a William Holden- contienen estupendas interpretaciones de la Rogers. 
Eternamente relacionada con la figura de Astaire, presentó los Premios Óscar en 1950 y 1967. En 1992, Rogers recibió un Óscar honorífico por su carrera.
Por su contribución al mundo del cine, Rogers tiene una estrella en el Paseo de la fama de Hollywood en el 6772 de Hollywood Boulevard.

## Vida privada
En 1940 Rogers compró un rancho de mil acres en Oregón, al que bautizó como 4-R's (por Rogers' Rogue River Ranch). Allí vivió durante 50 años, período en el cual falleció su madre, en 1977. Allá abastecería de leche durante la Segunda Guerra Mundial. En verano Rogers iba a pescar cada día al río Rogue. 
Políticamente, Rogers era del Partido Republicano. De hecho, madre e hija lucharon intensamente a favor del Comité de actividades antiamericanas. También hizo campaña por Thomas Dewey en las elecciones presidenciales de 1944 y fue una firme opositora a Franklin Delano Roosevelt y su política de New Deal.También fue miembro de la Daughters of the American Revolution.

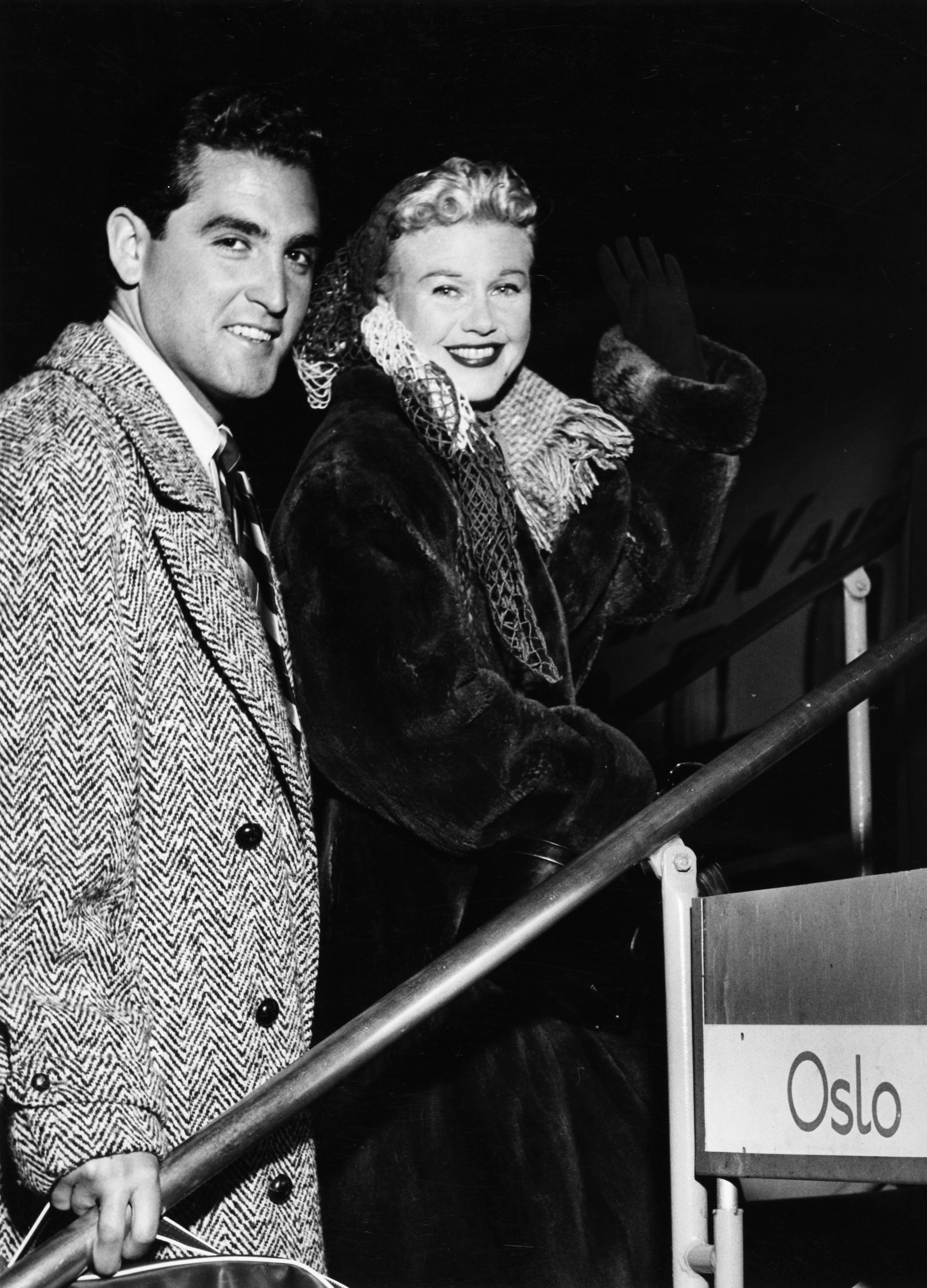
Rogers con Jacques Bergerac en la década de los 50

Rogers se casó cinco veces, aunque no tuvo hijos. El primer matrimonio fue con Jack Pepper, el 29 de marzo de 1929, y duró unos pocos meses. En 1934 se casó con su segundo marido Lew Ayres, del que se divorció en 1941. Dos años después, contrajo matrimonio con el tercero, Jack Briggs, del que se divorció en 1949. En 1953 conoció a su cuarto marido, el abogado Jacques Bergerac, dieciséis años más joven que ella, y que más tarde se convirtió en actor y ejecutivo de una empresa de cosmética. De él se divorció en 1957. Y en 1961, se casó con su quinto esposo, el director y productor William Marshall del que se separó en 1971.
Rogers pasaría sus últimos veranos en el Rancho Mirage en California, y los inviernos en Medford (Oregón) hasta su muerte por una angina de pecho, el 25 de abril de 1995. Fue enterrada en el Cementerio Oakwood Memorial Park en Chatsworth (California).

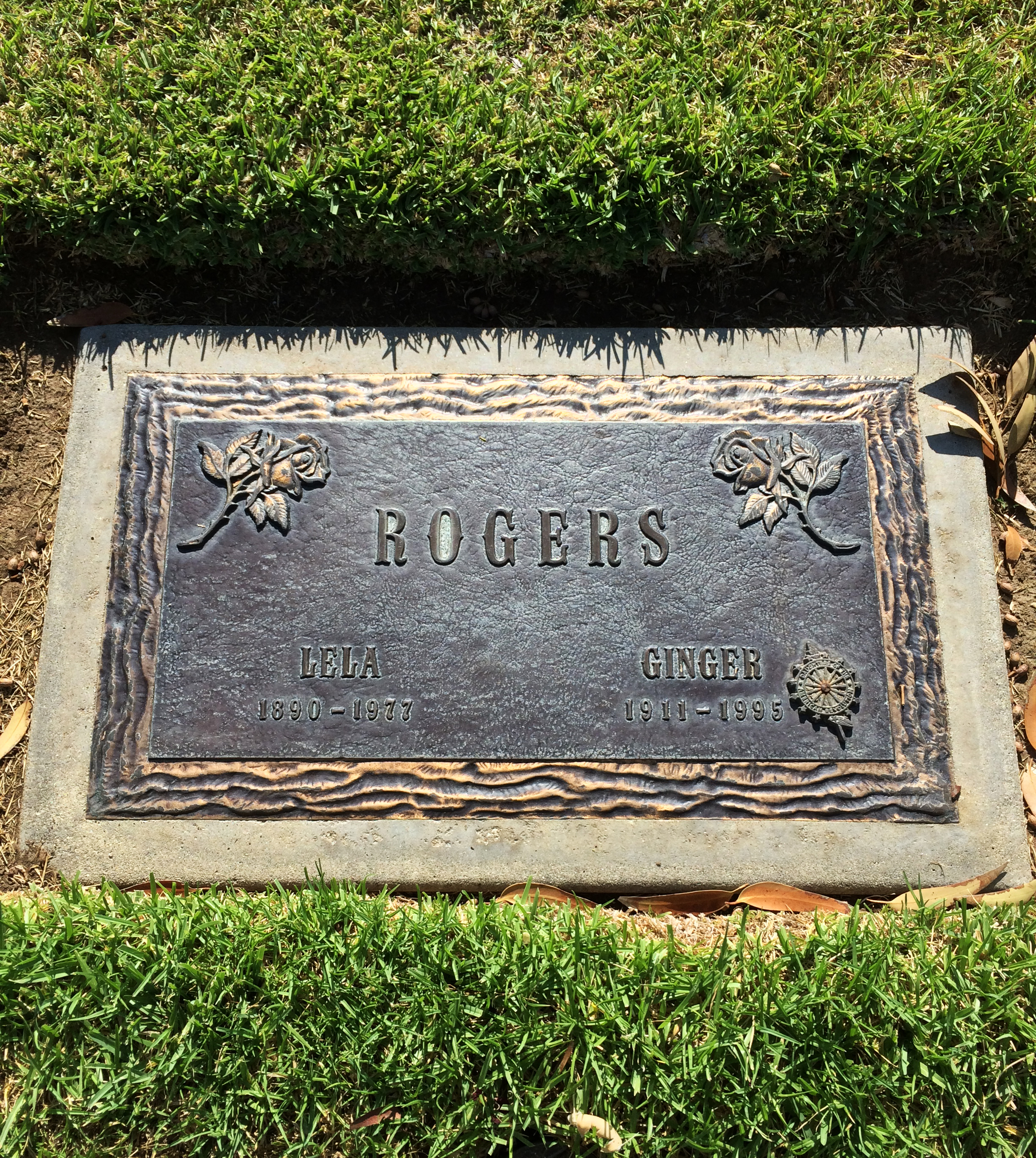
Tumba de Ginger Rogers en Oakwood Memorial Park

El Craterian Ginger Rogers Theater de Medford fue bautizado en su homenaje.

## Filmografía
- Reina arriba (1930) de Fred C. Newmeyer
- Tonto de remate (1930) de A. Edward Sutherland
- Jóvenes de Nueva York (1930) de Monta Bell.
- Honor entre amantes (1931) de Dorothy Arzner.
- La flota suicida (1931) de Albert S. Rogell
- La novia del gángster (1931) de Albert S. Rogell
- Titanes del bosque (1932) de Albert S. Rogell
- El huésped número 13 (1932) de Albert Ray.
- Nadando en seco (1932) de Lloyd Bacon.
- La calle 42 (1933) de Lloyd Bacon y Busby Berkeley.

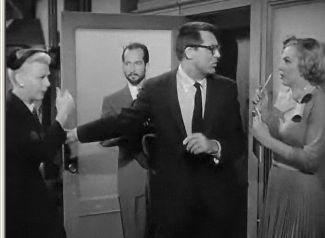
Ginger Rogers con Cary Grant y Marilyn Monroe en la película Monkey Business.

- Así es Broadway (1933) de Sidney Lanfield.
- El dinero maldito (1933) de Murray Roth.
- Volando a Río (1933) de Thornton Freeland.
- Vampiresas de 1933 (1933) de Mervyn LeRoy.
- Déjame soñar (1933) de Harry Joe Brown.
- El primer amor (1934) de John G. Blystone
- La alegre divorciada (1934) de Mark Sandrich.
- Veinte millones de enamoradas (1934) de Ray Enright.
- Gente de arriba (1934) de Roy Del Ruth.
- En persona (1935) de William A. Seiter
- El embrujo de Manhattan (1935) de Stephen Roberts.
- Estrella de medianoche (1935) de Stephen Roberts.
- Sombrero de copa (1935) de Mark Sandrich.
- Sigamos la flota (1936) de Mark Sandrich.
- Swing Time (1936) de George Stevens.
- Shall We Dance (1937) de Mark Sandrich.
- Damas del teatro (1937) de Gregory La Cava.
- Amanda (1938) de Mark Sandrich.
- Lo mejor de la vida (1938) de Alfred Santell.
- Ardid femenino (1938) de George Stevens.
- La muchacha de la quinta avenida (1939) de Gregory La Cava.
- Mamá a la fuerza (1939) de Garson Kanin.
- La historia de Irene Castle (1939) de H.C. Potter
- Espejismo de amor (1940) de Sam Wood.
- Unidos por la fortuna (1940) de Lewis Milestone.
- El mayor y la menor (1942) de Billy Wilder.
- Roxie Hart (1942) de William A. Wellman.
- Seis destinos (1942) de Julien Duvivier.
- Once Upon a Honeymoon (1942) de Leo McCarey.
- Compañero de mi vida (1943) de Edward Dmytryk.
- Te volveré a ver (1944) de William Dieterle y no acreditado George Cukor.
- Una mujer en la penumbra (1944) de Mitchell Leisen.
- Fin de semana (1945) de Robert Z. Leonard
- La primera dama (1946) de Frank Borzage.
- Latidos del corazón (1946) de Sam Wood.
- Tenías que ser tú (1947) de Don Hartman y Rudolph Maté.
- Vuelve a mí (1949) de Charles Walters.
- Monkey Business (1952) de Howard Hawks.
- No estamos casados (1952) de Edmund Goulding.
- Forever female (1953) de Irving Rapper.
- La bella desconocida (1954) de David Miller.
- Rápido, casémonos (1964) de William Dieterle.

## Trabajos para televisión
- Cinderella (1965).
- Glitter (1984).

## Premios y distinciones
Premios Óscar
| Año  | Categoría    | Película          | Resultado |
| ---- | ------------ | ----------------- | --------- |
| 1941 | Mejor actriz | Espejismo de amor | Ganadora  |